# Andrés Lozano Lozano
Andrés Lozano Lozano (Ciudad de México, 15 de febrero de 1970) es abogado y político mexicano. Estudió derecho en la Universidad Iberoamericana y una especialidad en Derechos Humanos por la Universidad de Castilla-La Mancha. Afiliado al Partido Movimiento de Regeneración Nacional (Morena) desde 2015. Fue Diputado Federal por la LX Legislatura del Congreso de la Unión de México entre 2006 y 2009, en la que formó parte de las Comisiones de Justicia, Seguridad Pública y Puntos Constitucionales. De 2003 a 2006 fue diputado local en la III Legislatura de la Asamblea Legislativa de la Ciudad de México del entonces Distrito Federal; actualmente es contralor de la cámara de diputados 
En 2008 se vio implicado en las investigaciones posteriores a la muerte de 12 personas en el desalojo de un centro nocturno en la Ciudad de México, este hecho ocurrió el 20 de junio de ese año, Andrés Lozano Lozano le renovó la licencia a dicho club nocturno que no cumplía con los requisitos de seguridad.

## Biografía
Andrés Lozano es Licenciado en Derecho egresado de la Universidad Iberoamericana, de 1998 a 1999 fue secretario particular del Director de Transportes Eléctricos del Distrito Federal y luego coordinador de asesores del Secretario de Transporte y Vialidad, siendo titular de ambos cargos Joel Ortega Cuevas, cuando éste fue electo Jefe Delegacional de Gustavo A. Madero, Andrés Lozano Lozano fue nombrado primero Subdelegado Jurídico y de Gobierno, posteriormente fue nombrado Director Jurídico y de Gobierno. En 2003 fue electo diputado a la Asamblea Legislativa del Distrito Federal, durante su cargo fungió como presidente del Pleno en dos ocasiones, su cargo terminó en 2006, en dicho año fue elegido diputado federal en la LX Legislatura en la que formó parte de las comisiones de Seguridad Pública, Justicia y Puntos Constitucionales.
Andrés Lozano Lozano, fue Diputado Federal por el PRD y se vio involucrado en la tragedia de la muerte de 12 jóvenes el 20 de junio de 2008. Fue él mismo quien reconoció que firmó la reexpedición de la licencia para el funcionamiento de la discoteca "News Divine" cuando fue director general Jurídico y de Gobierno de la delegación Gustavo A. Madero, sin verificar el estado de dicho inmueble.
En conferencia de prensa, de la cual el legislador salió prácticamente huyendo de los cuestionamientos de reporteros protegido por funcionarios de Comunicación Social, aclaró que la ley para el Funcionamiento de Establecimientos Mercantiles la cual entró en vigor en marzo de 2002, no pedía que ese ni otro lugar se sometiera a revisión. 
En el 2008, específicamente el 18 de septiembre de 2008,  Andrés Lozano y otros diputados como Ruth Zavaleta Salgado, presentaron una iniciativa de reforma al artículo 214 y 215 del código penal federal y también el artículo 8 de la Ley Federal de Responsabilidades Administrativas de los Servidores Públicos. En esta iniciativa se planteó el registro inmediato de detenciones para probables criminales, con dicho registro se plantearon sanciones penales y administrativas a los agentes del Ministerio Público que se nieguen injustificadamente a indicar el lugar de traslado de los presuntos criminales.
En el año 2018, año que fueron las elecciones presidenciales en México, dichas elecciones presidenciales tuvieron una importancia relevante al cambiar de partido en el poder del Partido Revolucionario Institucional al Partido Movimiento de Regeneración Nacional. En dicho proceso electoral Andrés Lozano fue el enlace para la defensa al voto en estado de Querétaro por parte del Partido Movimiento de Regeneración Nacional. Durante este proceso electoral en específico en Querétaro donde Andres era el enlace para la defensa al voto se suscitaron confrontaciones entre el Partido Acción Nacional y el Partido Movimiento de Regeneración Nacional.
En 2008 se vio implicado en las investigaciones posteriores a la muerte de 12 personas en el desalojo de un centro nocturno en la Ciudad de México, este hecho ocurrió el 20 de junio de ese año, Andrés Lozano Lozano le renovó la licencia a dicho club nocturno que no cumplía con los requisitos de seguridad.
El hecho en el que se vio implicado por la muerte de 12 personas en un centro nocturno fue plasmado en el libro "El Falso Caso Wallace. en el siguiente texto:  
“...la discoteca “News Divine” Una discoteca que era conocida por vender alcohol a menores de edad, y que el 20 de junio de 2008 se convirtió en una trampa mortal para cientos de jóvenes que celebraban el cierre de ciclo escolar de una secundaria de la Delegación Gustavo A. Madero. La discoteca tenía permitido un cupo para 100 personas, y ese día superaba las 500. La denuncia llegó por los vecinos de la colonia Nueva Azcapotzalco, donde se encontraba ubicada, en la esquina de la Avenida Eduardo Molina y calle 312. Cuando llegó la policía, el dueño del lugar, Alfredo Maya Ortiz, ''El Chino,'' subió con el DJ y le pidió el micrófono. El DJ suspendió la música y la voz de Alfredo retumbó entre los estudiantes que bailaban y bebían cerveza:''
''-Escuchen, por favor, tienen que desalojar el lugar, tenemos un operativo policiaco...''
“Operativo policiaco” fueron las palabras que detonaron el temor entre los jóvenes que gritaron, corrieron despavoridos, el dueño había decidido apagar los aparatos de aire acondicionado, y la asfixia fue una de las torturas infringidas a los jóvenes. Esa noche murieron 12 personas, algunas por asfixia y otras aplastadas, entre ellas tres policías y nueve estudiantes de 15 a 18 años. Hubo detenciones arbitrarias, abusos sexuales, y brutalidad policiaca. Se criminalizó a los jóvenes, se alteró el la evidencia videográfica, y el único responsable fue el dueño del bar. Ninguno de los responsables del operativo fue consignado o sancionado...
Desde el 23 de octubre de 2018 es contralor interno del Senado De La República Mexicana, designado de forma unánime por votación del pleno de la Cámara de Senadores según lo menciona el Universal, periódico de circulación en México.